# In My Genes
Pour plus de détails, voir Fiche technique et Distribution.
In My Genes est un film documentaire kenyan réalisé en 2009.

## Synopsis
Comment vit-on le fait d’être blanc dans une société à majorité noire ? Quelle impression cela fait-il d’être parmi les plus visibles tout en étant ignoré d’une grande majorité de la population ? Agnès, une femme kenyane albinos, vit cette situation au quotidien. Depuis sa naissance, elle subit les préjugés qui entourent les albinos, ces personnes dont la peau est dépigmentée. In my genes recueille les témoignages de huit personnes toutes victimes de discrimination en raison d’une simple anomalie génétique.

## Fiche technique
- Réalisation : Lupita Nyong'o
- Production : Lupita Nyong’o
- Scénario : Lupita Nyong’o
- Image : Willie Owusu
- Musique : Coire Williams
- Montage : Lupita Nyong’o

## Récompenses
- Festival de Cine Africano de México 2008